# 星の下 路の上
「星の下 路の上」（ほしのした みちのうえ）は、佐野元春49作目のシングル。2005年12月7日に、Daisy Musicから発売された。

## 概要
前作『月夜を往け』から1年半ぶりのシングル。
表題曲「星の下 路の上」は、本作発売直前の同年11月16日に「iTunes Store」にて先行でダウンロード発売された上、アルバム『COYOTE』に別MIXで収録。
「ヒナギク月に照らされて」は、ベスト・アルバム「THE ESSENTIAL TRACKS MOTOHARU SANO & THE COYOTE BAND 2005-2020」に、別MIXで収録。
「裸の瞳」は、本作のみの収録。

## 収録曲
- 全作詞・作曲・編曲：佐野元春

1. ヒナギク月に照らされて -Daisy Moon (3:20)
2. 裸の瞳 -Blossom (4:26)
3. 星の下 路の上 -Boy's Life (3:28)